# Ana Maria Marković
Ana Maria Marković (Split, 9. studenoga 1999.), hrvatska je nogometašica i hrvatska reprezentativka koja igra na mjestu napadačice. Nastupa za portugalski SF Damaiense SAD.
Rođena je u Splitu, no odrasla je u Zürichu, gdje je i maturirala. Majka joj je podrijetlom iz Splita, a otac iz Bosne i Hercegovine.
Nogometom se počela baviti zbog mlađe sestre Kristine s četrnaest godina. Od 2017. do 2019. bila je članica FC Züricha, no nije upisala nijedan službeni nastup. Od 2020. nastupa za Grasshopper Club Zürich. S njima je u sezoni 2021./22. bila finalistica Švicarskoga kupa.
Za hrvatsku reprezentaciju prvi je put nastupila u studenome 2021., u utakmici s Litvom u Puli.
Dobitnica je Večernjakove domovnice.

## Vanjske poveznice
- Društvene mreže: Instagram, TikTok, Twitter